# 파운틴스 오브 웨인
파운틴스 오브 웨인(Fountains of Wayne)은 1995년 결성된 미국의 파워 팝 밴드이다. 히트 싱글 〈Stacy's Mom〉으로 잘 알려져 있다.

## 멤버
- 크리스 콜링우드(Chris Collingwood) - 리드 보컬, 기타
- 애덤 슐레진저(Adam Schlesinger) - 베이스, 배킹 보컬
- 조디 포터(Jody Porter) - 기타, 배킹 보컬
- 브라이언 영(Brian Young) - 드럼

## 음반 목록

### 정규 음반
- 《Fountains of Wayne》(1996년)
- 《Utopia Parkway》(1999년)
- 《Welcome Interstate Managers》(2003년)
- 《Traffic and Weather》(2007년)
- 《Sky Full of Holes》(2011년)

### 컴필레이션 음반
- 《Out of State Plates》(2005년)